# Terrakottafries am Roten Rathaus Berlin

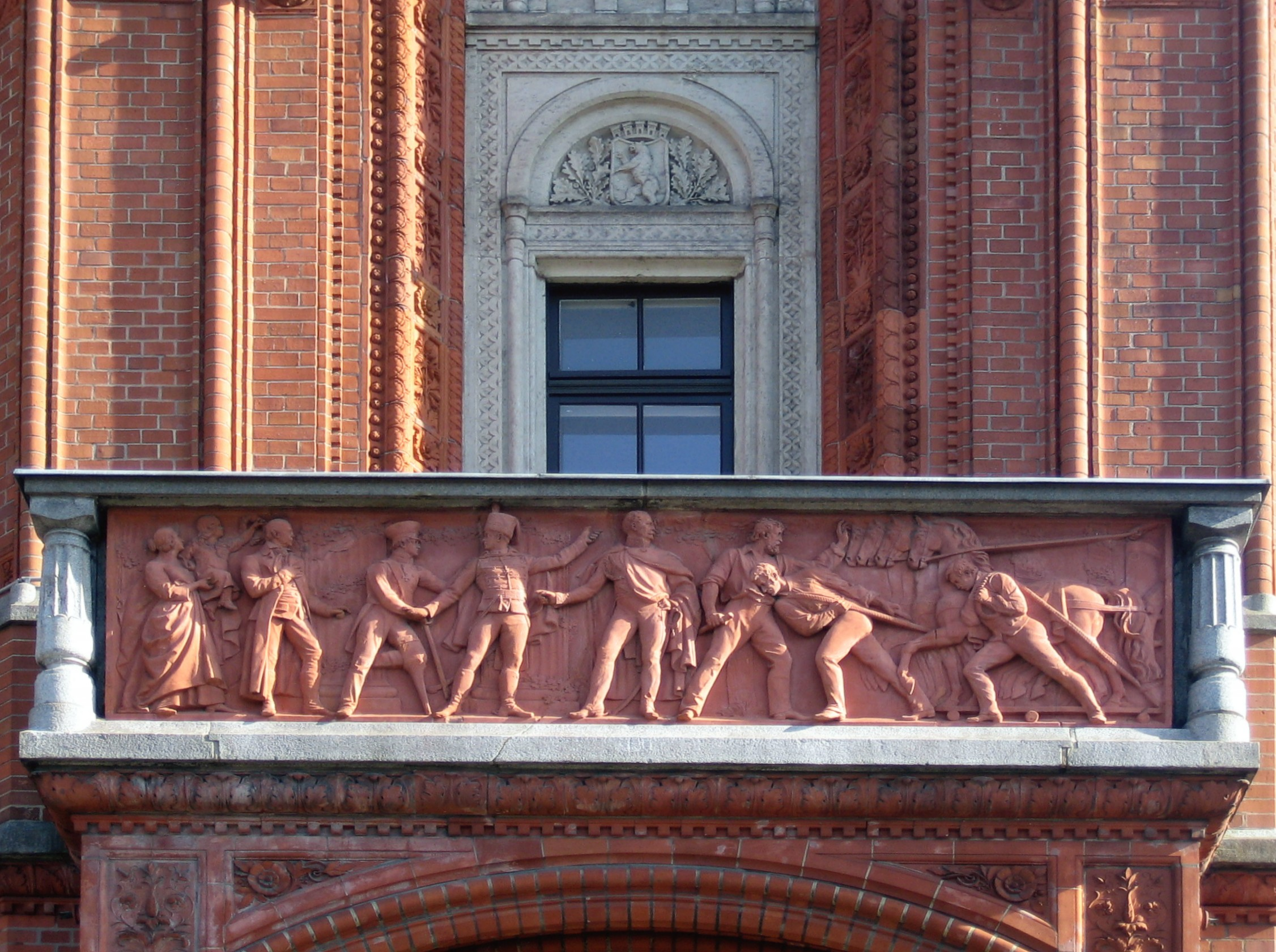
Detail der Rathaus-Fassade mit Terrakottarelief Nummer 29, Rückführung der Quadriga des Brandenburger Tors

Der Terrakottafries am Roten Rathaus in Berlin ist ein umlaufendes Band von Reliefdarstellungen mit Motiven aus der Geschichte der Stadt Berlin und der Mark Brandenburg von ihren Anfängen bis zur Zeit der Reichsgründung 1871.

## Geschichte
Das Berliner Rathaus, ein roter Backsteinbau, wurde von 1860 bis 1869 nach einem Entwurf von Hermann Friedrich Waesemann auf dem erheblich erweiterten Grundstück eines älteren Rathauses errichtet. Der damalige Oberbürgermeister sah darin „ein Denkmal der selbständigen Kraft des Bürgertums“. Dieser Gedanke sollte seinen bildhaften Ausdruck finden durch die „Steinerne Chronik von Berlin“, einen Fries von 36 Reliefs, der nachträglich am Gebäude angebracht wurde. An den Tontafeln arbeiteten von 1877 bis 1879 die vier Bildhauer Ludwig Gustav Eduard Brodwolf, Alexander Calandrelli, Otto Geyer und Rudolf Schweinitz. Als Material wurde Terrakotta gewählt, entsprechend dem Backsteinmauerwerk des Gebäudes. Seit der Zusammenarbeit des Architekten Karl Friedrich Schinkel mit dem Tonwaren-Fabrikanten Tobias Feilner gab es in Berlin eine Tradition leistungsfähiger Werkstätten für baukeramischen Schmuck, der vielfach eingesetzt wurde. Das Material verlor erst im späteren 19. Jahrhundert an Bedeutung, als verstärkt andere Werkstoffe, vor allem Stuck, für architektonische Schmuckformen Verwendung fanden.
Acht Reliefs am Roten Rathaus erlitten im Zweiten Weltkrieg bei Bombenangriffen im März 1945 schwere Schäden, konnten aber in den Jahren 1952–1954 durch die Bildhauer Richard Schnauder und Hansfritz Werner restauriert werden, obwohl sie nur mangelhaft dokumentiert waren; Privatfotos, die aus der Bevölkerung zur Verfügung gestellt wurden, glichen den Mangel aus. Eine weitere Bildtafel war vollständig zerstört, an ihrer Stelle wurde ein Teil des Reliefs aus dem Treppenhaus der Alten Nationalgalerie eingefügt.

## Bildbeispiele
Die 36 Relieftafeln von unterschiedlicher Länge befinden sich an den Balkonbrüstungen im ersten Obergeschoss des Rathauses. An der Vorderfront bilden sie ein geschlossenes Band, sonst sind sie in den Eckbereichen des Gebäudes und über den Portalen angebracht. Chronologisch beginnt die Reihenfolge der Bildwerke in der Gustav-Böß- Ecke Spandauer Straße und verläuft gegen den Uhrzeigersinn um den gesamten, freistehenden Block des Rathauses mit seinen Abmessungen von 100 m × 90 m. Die folgenden Texte zu einigen Bildbeispielen geben kurze Hinweise zu den Darstellungen und zu ihrem historischen Hintergrund.

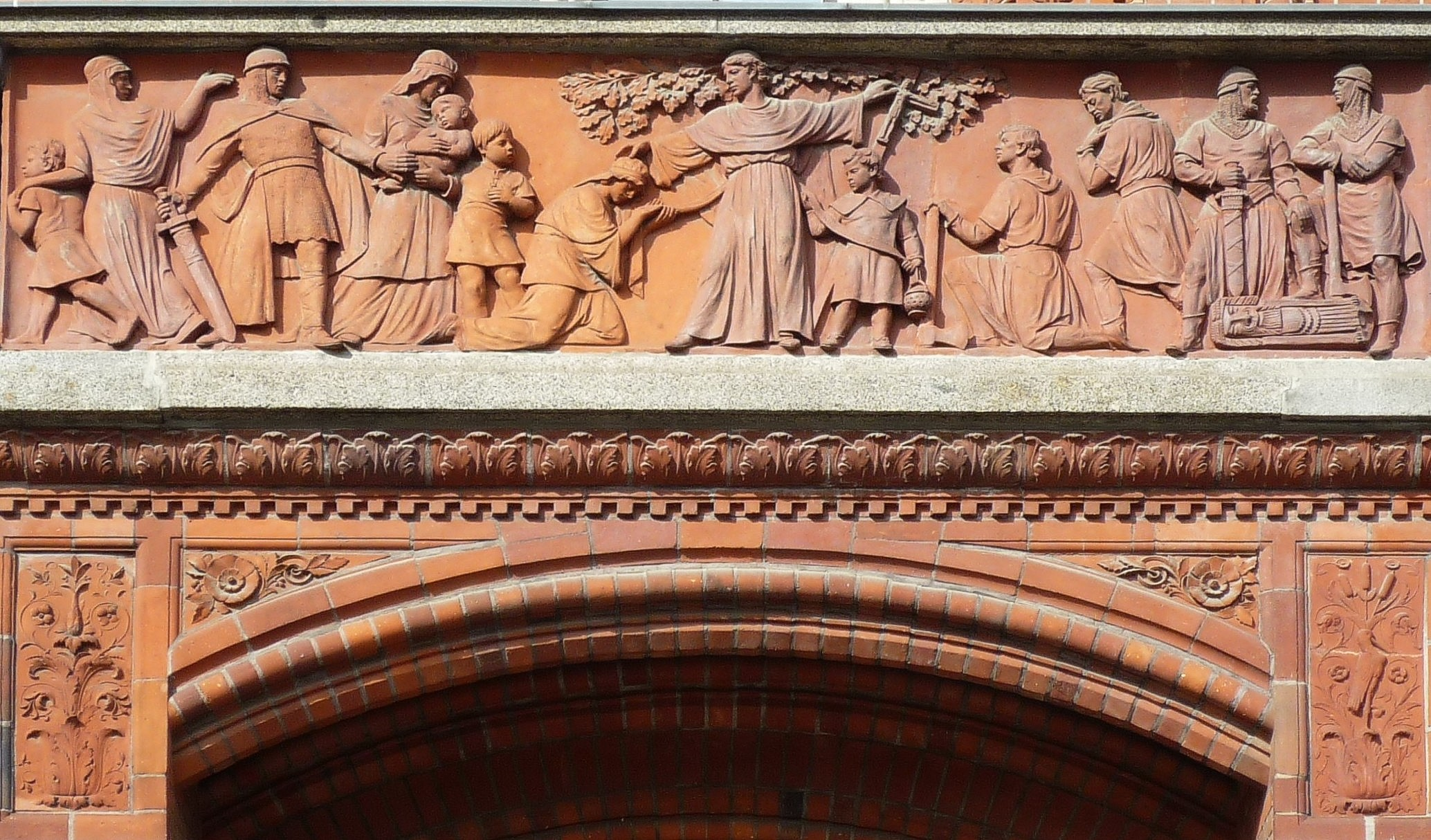
(1) Christianisierung der Slawen
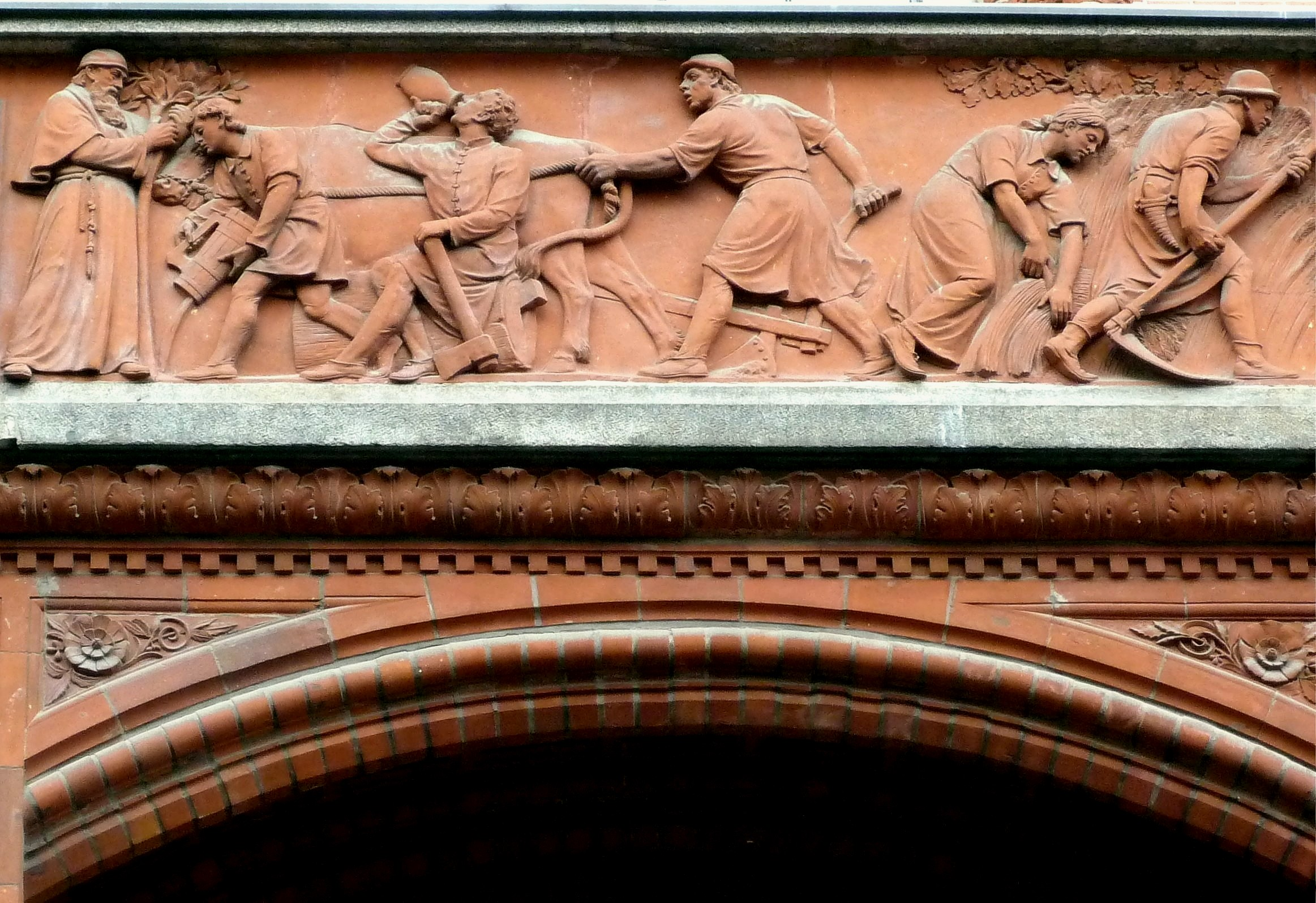
(2) Urbarmachung der Mark
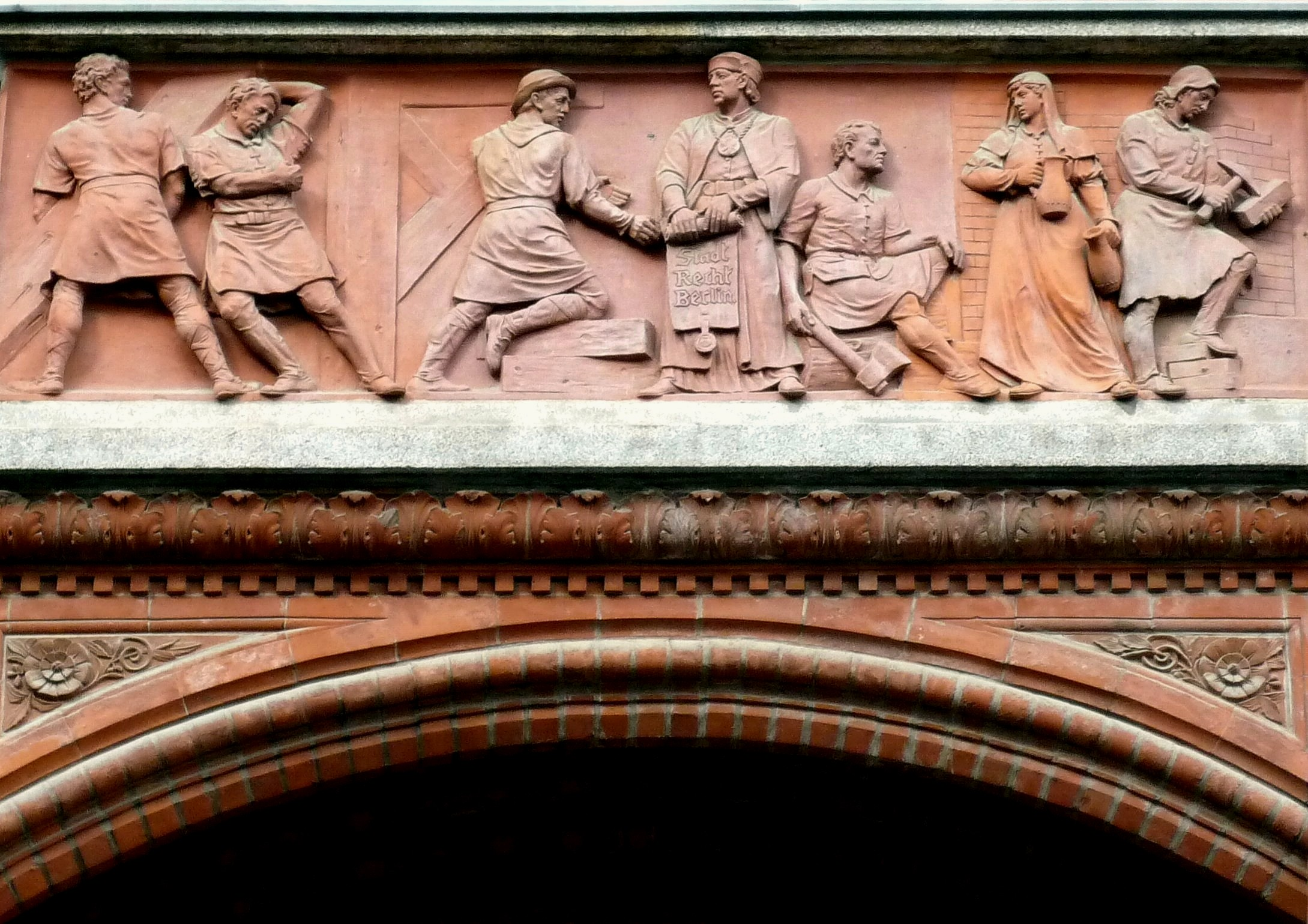
(3) Gründung der Stadt Berlin um 1230
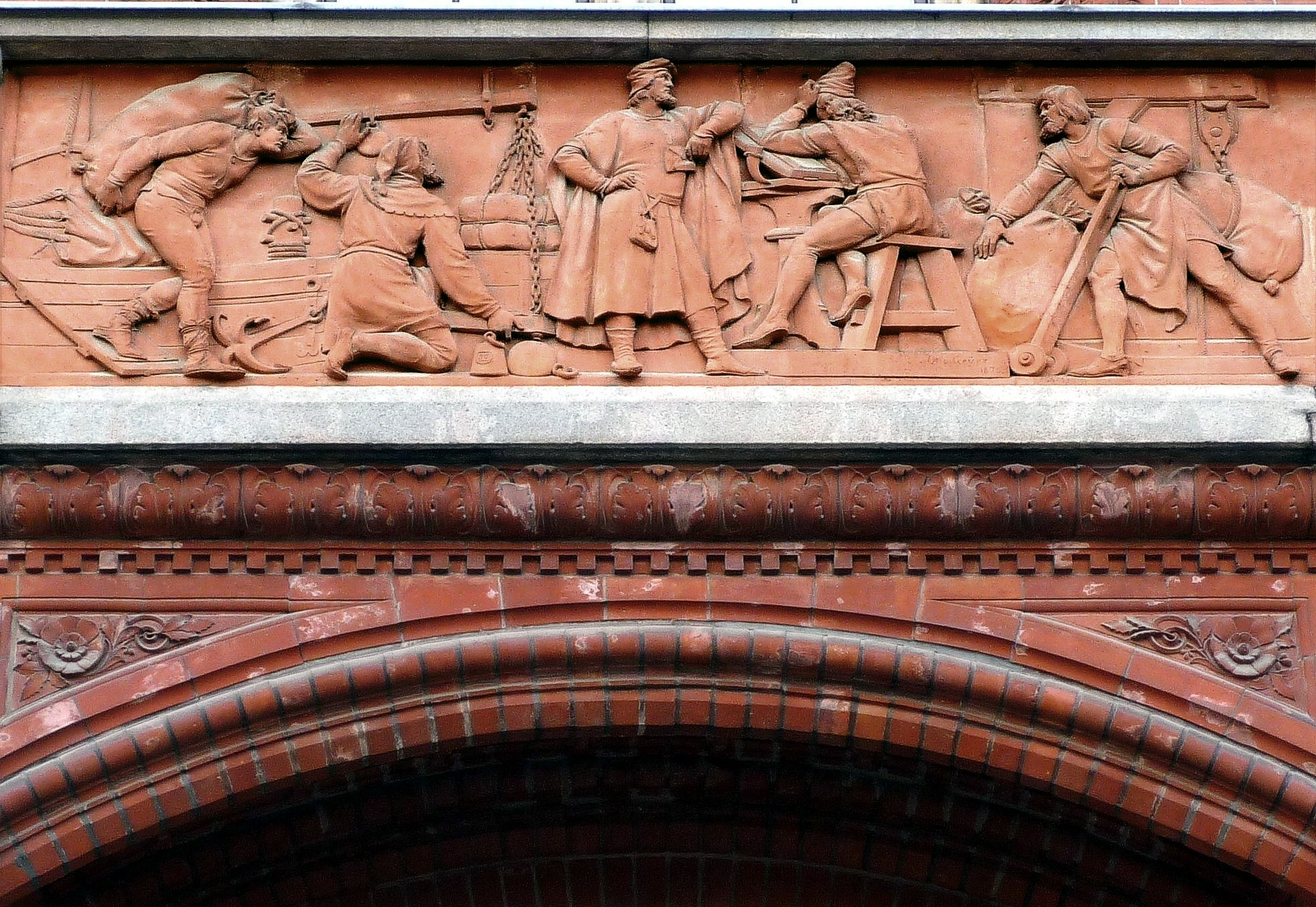
(14) Handelsstadt Berlin im Mittelalter

- Christianisierung der Slawen (Relief Nr. 1, Gustav-Böß-Straße). Von links nach rechts: Gewaltsame Zuführung zur Taufe; ein Mönch bei der Taufzeremonie; zwei deutsche Ritter halten die umgestürzte Bildsäule eines slawischen Gottes unter den Füßen. Seit dem 5. Jahrhundert hatten sich zwischen Oder und Elbe Slawen angesiedelt. Im 12. Jahrhundert eroberten deutsche Fürsten das Gebiet. Zusammen mit der Landnahme erfolgte die gewaltsame Christianisierung der slawischen Einwohner nach dem Motto „Taufe oder Tod“.
- Urbarmachung der Mark (Relief Nr. 2, Gustav-Böß-Straße). Von links nach rechts: ein Mönch pflanzt einen Obstbaum, ein Holzfäller erholt sich, ein Bauer pflügt mit seinem Ochsen, Getreide wird geerntet. Verbesserte Werkzeuge und Anbautechniken erleichterten Rodung und Ackerbau, brachten höhere Erträge und führten dazu, dass sich seit dem 13./14. Jahrhundert mehrere bis dahin unbedeutende Dörfer zu selbstständigen Städten entwickeln konnten.
- Gründung der Stadt Berlin um 1230 (Relief Nr. 3, Gustav-Böß-Straße). In der Mitte ein Ratsherr mit Amtskette und Urkunde, links und rechts Szenen mit Zimmermanns- und Maurerarbeiten. Auf Verträgen, die in der Mark Brandenburg abgeschlossen worden sind, wurden Cölln im Jahre 1237 und Berlin 1244 erstmals urkundlich erwähnt.
- Handelsstadt Berlin im Mittelalter (Relief Nr. 14, Rathausstraße). Von links nach rechts: Entladen eines Transportschiffes; ein Kaufmann und sein Schreiber beaufsichtigen die Arbeit; Transportarbeit mit Sackkarre und Flaschenzug. Berlin gehörte seinerzeit zum Handelsgebiet der Deutschen Hanse. Auf Spree, Havel und Elbe wurden Getreide, Wolle, Felle, Leder und Brennholz exportiert bzw. Tuche, Gewürze, Fisch und Metalle eingeführt.
- Die Fehde der Quitzows (Relief Nr. 16, Rathausstraße). Von links nach rechts: Maskierte Ritter rauben Vieh; ein Reisender zu Pferd wehrt sich gegen einen Überfall; zwei Bürger kommen zu Hilfe. Vom 13. bis zum Anfang des 15. Jahrhunderts terrorisierten märkische Adlige (die Quitzows, Bredows, Rochows und andere) die Bevölkerung mit gegenseitigen Fehden und Straßenraub. Berlin, Kölln und weitere Städte bildeten dagegen einen mittelmärkischen Städtebund. 1414 wurde die Burg des Raubritters Quitzow gestürmt, der brandenburgische Raubadel unterworfen und ein Landfriedensgesetz erlassen.
- Künstler und Wissenschaftler der ersten Hälfte des 19. Jahrhunderts – Ausschnitt. (Relief Nr. 33, Spandauer Straße). Von links nach rechts: Alexander von Humboldt (Naturforscher), Friedrich August Stüler (Architekt), König Friedrich Wilhelm IV. von Preußen, Christian Daniel Rauch (Bildhauer), Peter von Cornelius (Maler). In Berlin lebten und arbeiteten seinerzeit viele Wissenschaftler und Künstler, die auch außerhalb Preußens einen Namen hatten. Darüber hinaus wurden bedeutende Gesellschaften zur Förderung von Naturwissenschaften, Technik und Bildender Kunst gegründet.
- Bekannte Gelehrte und Forscher von Universität und Akademie (Relief Nr. 35, Spandauer Straße). Von links nach rechts: Friedrich Wilm (Mediziner), Hermann Althoff (Mediziner), Friedrich Wilhelm Joseph Schelling (Philosoph), Karl von Savigny (Jurist), Gustav Friedrich Waagen (Kunsthistoriker), Friedrich August Wolf (Philologe), Carl Ritter (Geograph). Am 10. Oktober 1810 wurde die Berliner Universität an der Straße Unter den Linden eröffnet, sie entwickelte sich zum Mittelpunkt des geistigen Lebens Berlins im 19. Jahrhundert. 1828 erhielt sie den Namen Friedrich-Wilhelm-Universität, seit 1949 heißt sie Humboldt-Universität.

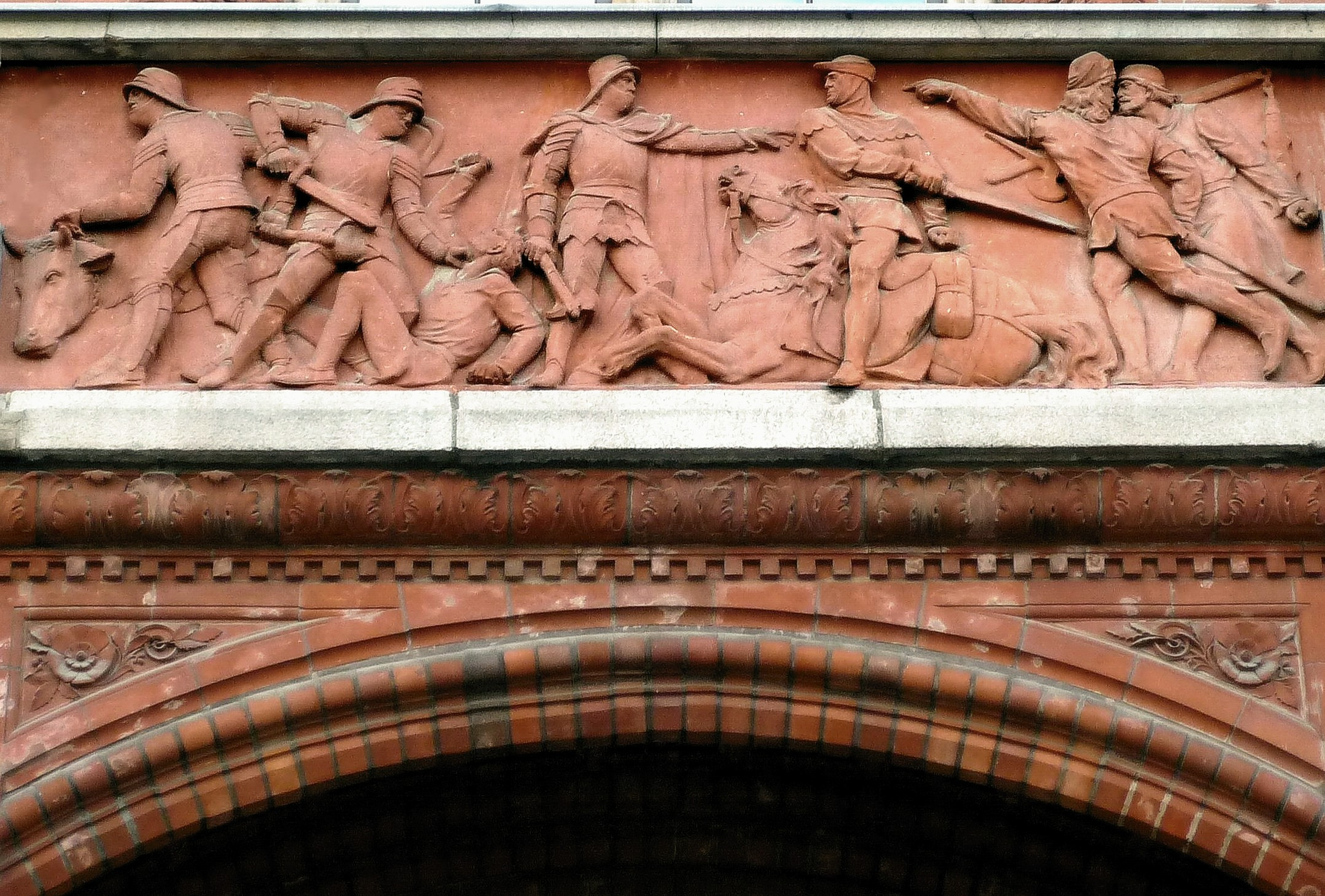
(16) Die Fehde der Quitzows
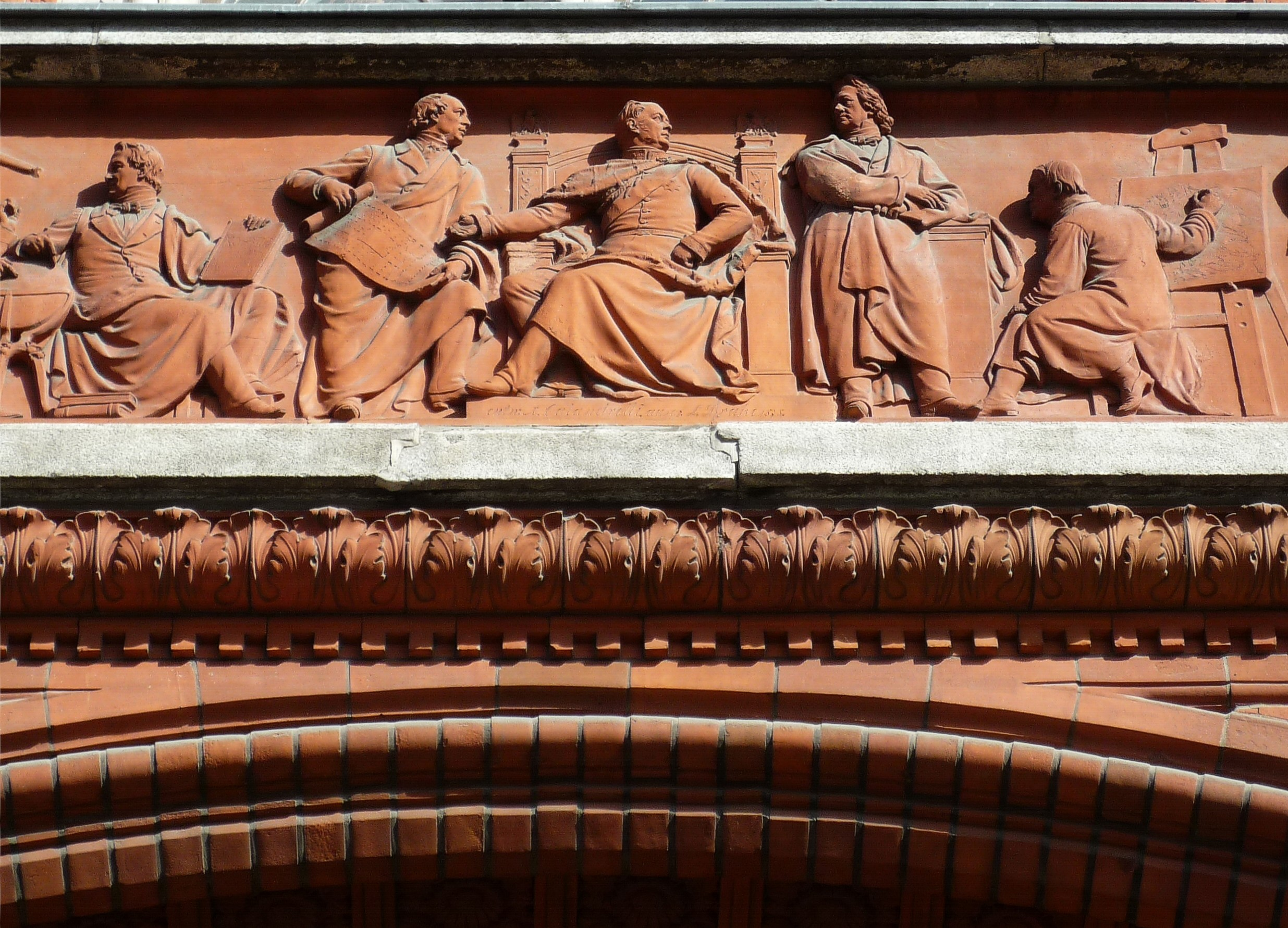
(33) Künstler und Wissenschaftler
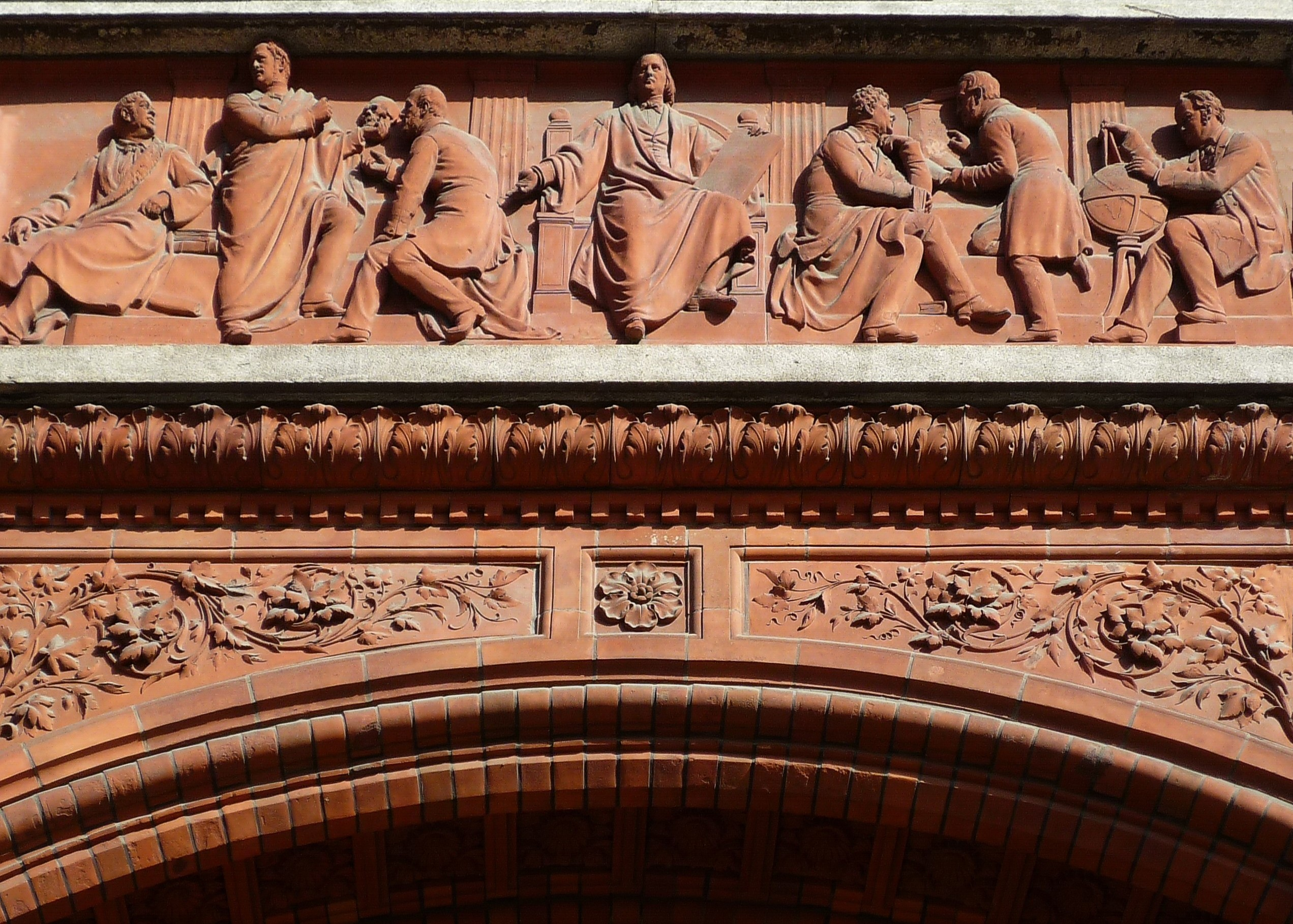
(35) Bekannte Gelehrte und Forscher